# (37610) 1993 FP7
1993 FP7 (asteroide 37610) é um asteroide da cintura principal. Possui uma excentricidade de 0.13986550 e uma inclinação de 9.27965º.
Este asteroide foi descoberto no dia 17 de março de 1993 por UESAC em La Silla.